# Matthias Debureaux
Matthias Debureaux (geboren 1970) ist ein französischer Journalist und Autor.

## Leben
Matthias Debureaux schreibt über Lebenskunst, Architektur und Reisen. Seine Beiträge erschienen in Magazinen wie GQ, Vanity Fair und Les Echos. Christophe Willem sang 2007 Debureaux' von Bertrand Burgalat vertonten Text Élu produit de l'année auf seinem Album Inventaire, das sich eine Million Mal verkaufte. Debureaux ist stellvertretender Chefredakteur des Magazins Citizen K. 
Sein erstes Buch Les dictateurs font très bien l'amour erschien 2011. Sein zweites Buch über „Reiseberichte in Zeiten von Social Media“ erschien 2017 auch in einer deutschen Übersetzung.

## Schriften (Auswahl)
- Les dictateurs font très bien l'amour : les plus improbables rencontres du XXe siècle. Illustrationen Stéphane Manel. Nil, Paris 2011, ISBN 978-2841114528
- De l'art d'ennuyer en racontant ses voyages. Allary éditions, Paris 2015, ISBN 9782370730732
  - Die Kunst, andere mit seinen Reiseberichten zu langweilen. Aus dem Französischen von Patricia Klobusiczky. Nagel & Kimche, München 2017
- Le noble art de la brouille
  - Die hohe Kunst, eine Freundschaft zu beenden. Aus dem Französischen von Patricia Klobusiczky. Nagel & Kimche, München 2020, ISBN 978-3-312-01155-1